# Benigna Kateřina z Lobkowicz

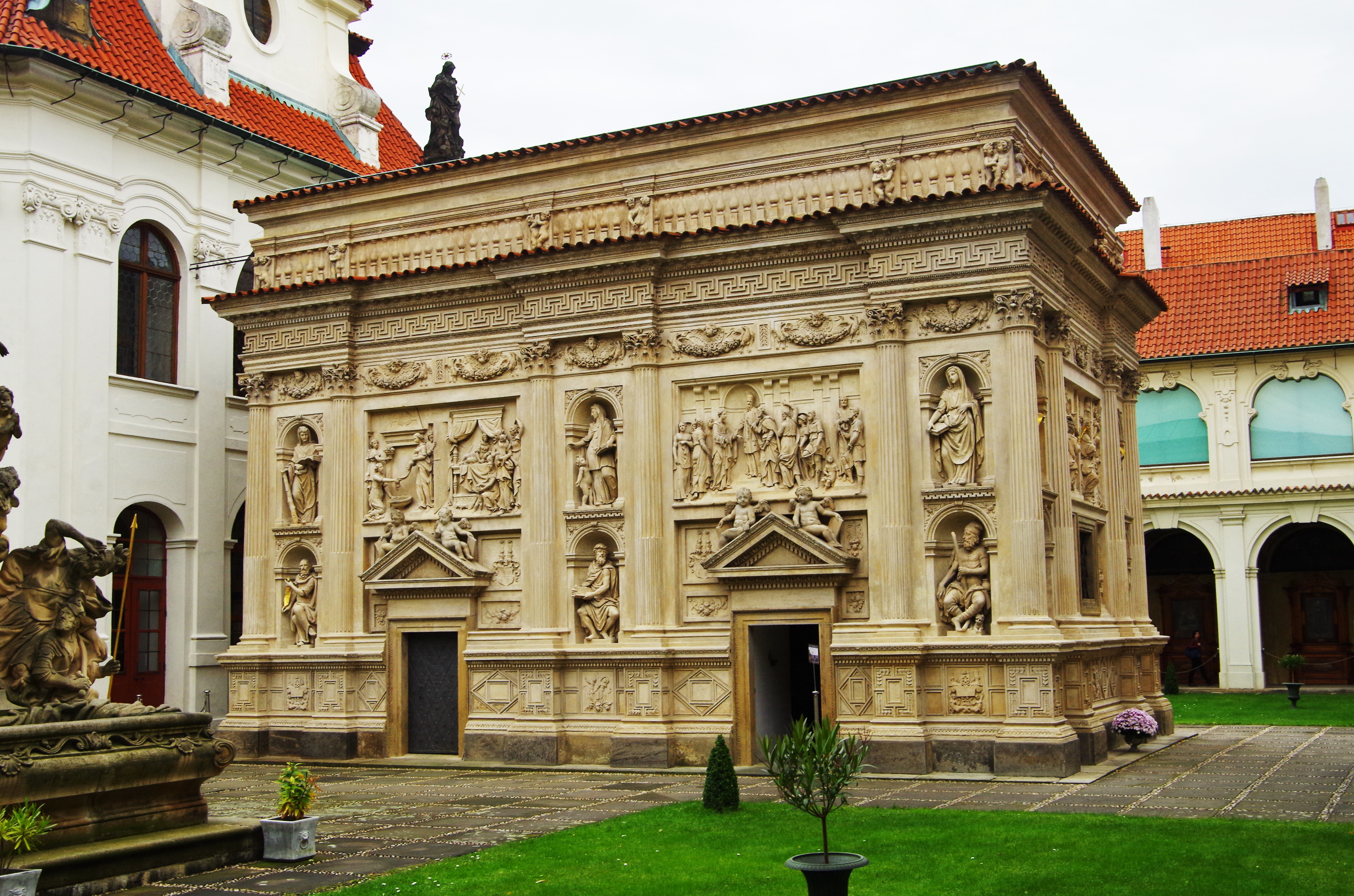
Loretánská kaple v Praze na Hradčanech

Benigna Kateřina z Lobkowicz (29. březen 1594 – 28. prosinec 1653) byla česká šlechtična, příslušnice duchcovské větve starobylého rodu Lobkowiczů, zakladatelka a patronka Loretánské kaple v Praze na Hradčanech.

## Původ a život
Narodila se 29. března 1594 jako dcera Adama Havla Popela z Lobkowicz na Duchcově (1557–1605) a jeho manželky (sňatek 26. února 1588 Vídeň) Markéty z Mollartu (1560 – 1. listopadu 1632 Vídeň).
Nejvíce se proslavila jako zakladatelka pražské Loretánské kaple – Svaté chýše na Hradčanech. Inspirovala se ditrichštejnskou Loretou v Mikulově. Věnovala pozemky, nová kaple byla zbudována v letech 1626–1631 a potom byla ve správě kapucínů. V Loretánské kapli byla 13. ledna 1654 pohřbena. Spočinuly tam také ostatky jejího muže Viléma a syna Kryštofa Ferdinanda. Její podobizna se nachází v prvním patře Lorety u vchodu do klenotnice.

## Rodina
Provdala se 28. října 1608 za Viléma mladšího Popela z Lobkowicz (asi 1575 – 1. ledna 1647) z bílinské větve rodu, syna Oldřicha Felixe Popela z Lobkowicz († 21. březen 1604 Bílina) a jeho manželky (sňatek 21. září 1571 Jindřichův Hradec) Anny z Hradce (16. červenec 1557 – 17. červenec 1596). Narodily se jim následující děti (5 synů a 3 dcery):
- 1. Anna Magdaléna (20. 7. 1606 – 7. 9. 1668)
  - 1. ∞ (30. 1. 1625) Zbyněk Leopold Novohradský z Kolowrat (28. 1. 1594 – 11. 9. 1630, pohřben v Zákupech)
  - 2. ∞ (18. 8. 1632 Vídeň) Julius Jindřich Sasko-Lauenburský (9. 4. 1586 – 20. 11. 1665 Praha)
- 2. Oldřich Adam (16. 10. 1610 – 28. 10. 1649), císařský tajný rada, nejvyšší mincmistr
  - ∞ (17. 5. 1637) Anna Marie ze Šternberka († 1654), jejich syn:
    - 1. František Ferdinand (1638 – 2. 8. 1638)
- 3. Markéta Kateřina (11. 5. 1612 – 17. 10. 1669)
  - 1. ∞ Jan Karel z Schönburgu
  - 2. ∞ Filip V. z Mansfeldu (1589 – 8. 4. 1657)
- 4. Václav Zdeněk (15. 8. 1613 – asi 1630)
- 5. Kryštof Ferdinand (9. 10. 1614 – 4. 7. 1658, pohřben v Loretě v Praze), hejtman Hlohovského knížectví, místodržící ve Slezsku
  - 1. ∞ Marie Majdalena Prusková z Pruskova († 12. 2. 1653), jejich syn níže.
  - 2. ∞ (15. 6. 1653) Marie Alžběta Apolonie Antonie z Tilly († 18. 8. 1665 Praha, pohřbena v Loretě v Praze)
    - [z 1. manž] Václav Ferdinand (1654 – 8. 10. 1697 Montortone, pohřben v pražské Loretě 18. 10. 1697), v roce 1670 byl povýšen do stavu říšských hrabat a v roce 1695 se stal rytířem Řádu zlatého rouna.
      - ∞ (12. 6. 1681 Vídeň) Marie Žofie z Ditrichštejna (1653 – 4. 11. 1711),
- 6. František Vilém (14. 8. 1616 – 26. 2. 1670), císařský rada (1647–1659), dědičný nejvyšší lovčí
  - ∞ (svatební smlouva 28. 4. 1658) Alžběta Eusebie Marie z Talmberka, jejich děti:
    - 1. Ferdinand Vilém (16. 8. 1647 – 24. 1. 1708), císařský rada, nejvyšší lovčí Českého království 1681, královský místodržící, 21. 6. 1670 povýšen do říšského hraběcího stavu
      - ∞ (1676) Ludmila Františka Vítová ze Rzavého (14. 4. 1656 – 16. 3. 1711)

    - 2. Marie Isabela (asi 1649 – 1719)
      - 1. ∞ Adam Matyáš z Trauttmansdorfu (1617 – 2. 11. 1684 Horšovský Týn)
      - 2. ∞ Jiří Adam František z Gaschinu, svobodný pán z Rosenbergu (1643 – 6. 10. 1719)

    - 3. Oldřich Felix (kolem 1650 – 4. 8. 1722 zabit padajícím dubem, pohřben v pražské Loretě, později v kostele sv. Václava v Roudnici), císařský komoří, nejvyšší lovčí Českého království (1692–1712), 21. 6. 1670 povýšen do říšského hraběcího stavu
      - ∞ Marie Josefa z Bubna († 24. 5. 1729)

    - 4. Kateřina Polyxena († 5. 2. 1709, pohřbena v pražské Loretě)
      - 1. ∞ Aleš Ferdinand Vratislav z Mitrovic († asi 1673)
      - 2. ∞ (1676) Wolf Maxmilián Lamingen z Albenreuthu, zvaný Lomikar (23. 11. 1634 – 2. 11. 1696)

    - 5. Benigna Marie († 13. 12. 1671)
      - ∞ (3. 7. 1667) František Gabriel Serényi ab Kis-Serény († 12. 9. 1677)

    - 6. Markéta († 30. 6. 1685)
      - ∞ (1684) Leopold Antonín z Trauttmannsdorfu (1656 – 24. 2. 1724)

    - 7. Anna Marie Magdalena Polyxena († 15. 11. 1722), abatyše v Kitzingenu, Bavorsko
- 7. Leopold Ignác (7. 4. 1618 – 3. 3. 1642)
- 8. Eleonora Marie († 22. 10. 1681)
  - 1. ∞ Jindřich Volf Hovora Berka z Dubé († 1650)
  - 2. ∞ Jan Hartvík z Nostic (1610 Kunzendorf – 24. 3. 1683 Vídeň)